# HD71030
HD71030 — хімічно пекулярна зоря спектрального класу F3, що має видиму зоряну величину в смузі V приблизно  6,1.
Вона  розташована на відстані близько 146,7 світлових років від Сонця.